# Али Аль-Моатасембелла
Аль-Моатасембелла Али Мохамед Эльмусрати (араб. المعتصم بالله علي محمد المصراتي‎; 6 апреля 1996, Мисрата, Ливия) — ливийский футболист, полузащитник клуба «Бешикташ» и сборной Ливии. Выступает на правах аренды за клуб «Монако».

## Биография

### Клубная карьера
Профессиональную карьеру в клубе чемпионата Ливии «Аль-Иттихад», в котором выступал с 2013 года. Зимой 2017 года подписал контракт с португальским клуб «Витория Гимарайнш», где начал выступать за их фарм-клуб. Дебютировал в португальской Сегунде 15 апреля 2017 в матче 36 тура против «Жил Висенте». 25 июля 2019 года впервые вышел на поле в основной команде в матче еврокубка. 29 января 2020 года был отправлен в аренду до конца сезона в «Риу Аве».
3 февраля 2025 года «Монако» объявил о переходе Мусрати в аренду из «Бешикташа» до конца сезона с опцией выкупа. 7 февраля 2025 года он сыграл свой первый матч за клуб, который завершился поражением в Лиге 1 от «Пари Сен-Жермен» со счётом 1:4, став первым ливийцем, выступившим в Лиге 1.

### Карьера в сборной
С 2014 года выступает за сборной Ливии. Выиграл со сборной чемпионат африканских наций 2014 года.